# کلارا کالامی
کلارا کالامی (ایتالیایی: Clara Calamai؛ ‏ ۷ سپتامبر ۱۹۰۹ – ۲۱ سپتامبر ۱۹۹۸) هنرپیشه اهل ایتالیا بود. 
از فیلم‌هایی که وی در آن نقش داشته است می‌توان به شب‌های سفید، وقتی فرشتگان می‌خوابند، شام دلقک، خداحافظ جوانی، شهبانوی ناوارا و قرمز تیره اشاره کرد.